# Bengt Scherdin
Bengt Alexander Scherdin, född den 3 februari 1890 i Stockholm, död där den 25 april 1975, var en svensk jurist. Han var far till Åsa Scherdin-Lambert.
Scherdin avlade mogenhetsexamen vid Norra latinläroverket i Stockholm 1908 och blev samma år student vid Uppsala universitet, där han avlade juris kandidatexamen 1914. Han blev extra ordinarie notarie i Svea hovrätt sistnämnda år, genomförde tingstjänstgöring i Ångermanlands södra domsaga 1914–1916 och var sekreterare hos fodermedelskommissionen 1917–1918. Scherdin tjänstgjorde i Svea hovrätt från 1917, blev biträdande fiskal 1918, tillförordnad fiskal samma år, extra ordinarie assessor 1919, ordinarie assessor 1921, ordinarie fiskal 1924, tillförordnad revisionssekreterare 1925, hovrättsråd i Svea hovrätt 1929 och ordinarie revisionssekreterare 1930. Han var ånyo hovrättsråd 1935–1957 och vice ordförande på division 1941–1957. Scherdin blev riddare av Nordstjärneorden 1931 och kommendör av andra klassen av samma orden 1947.